# Argentinië op de Olympische Zomerspelen 1924
Argentinië nam deel aan de Olympische Zomerspelen 1924 in Parijs, Frankrijk. Na drie deelnames zonder medailles wist de bokser Pedro Quartucci de allereerste Argentijnse medaille te winnen; brons. Later won het poloteam de gouden medaille. Daarnaast werden nog eens twee zilveren en één bronzen medaille gewonnen. Argentinië eindigde op de 16e plaats in het medailleklassement.

## Medailles

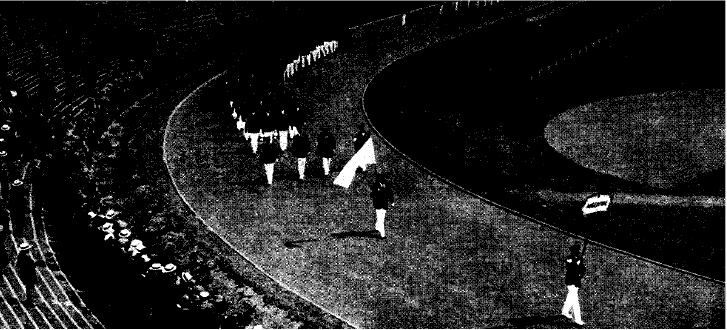
Het Argentijnse team tijdens de openingsceremonie

| Sport    | Olympiër                                                             | Onderdeel              | Medaille |
| -------- | -------------------------------------------------------------------- | ---------------------- | -------- |
| Polo     | Juan Nelson Enrique Padilla Juan Miles Arturo Kenny Guillermo Naylor | Mannen                 | Goud     |
| Atletiek | Luis Brunetto                                                        | hink-stap-springen (m) | Zilver   |
| Boksen   | Alfredo Copello                                                      | -61.2kg (m)            | Zilver   |
| Boksen   | Héctor Méndez                                                        | -66.7kg (m)            | Zilver   |
| Boksen   | Pedro Quartucci                                                      | -57.2kg (m)            | Brons    |
| Boksen   | Alfredo Porzio                                                       | +79.4kg (m)            | Brons    |

## Medailles per sport
Namens Argentinië deden 82 deelnemers mee aan 11 sporten.
| Sport         | Deelnemers | Goud | Zilver | Brons | Totaal |
| ------------- | ---------- | ---- | ------ | ----- | ------ |
| Atletiek      | 10         |      | 1      |       | 1      |
| Boksen        | 10         |      | 2      |       | 2      |
| Gewichtheffen | 3          |      |        | 2     | 2      |
| Polo          | 5          | 1    |        |       | 1      |
| Roeien        | 10         |      |        |       | '      |
| Schermen      | 13         |      |        |       | '      |
| Schietsport   | 8          |      |        |       | '      |
| Tennis        | 8          |      |        |       | '      |
| Wielrennen    | 5          |      |        |       | '      |
| Zeilen        | 6          |      |        |       | '      |
| Zwemmen       | 4          |      |        |       | '      |
| Totaal        | 82         | 1    | 3      | 2     | 6      |

## Resultaten

### Atletiek
| Olympiër                                                  | Discipline             | Resultaat   | Prestatie |
| --------------------------------------------------------- | ---------------------- | ----------- | --- |
| Miguel Enrico                                             | 100m (m)               | series      | serie 8: 6e |
| Félix Escobar                                             | 100m (m)               | series      | serie 11: 5e |
| Camilo Rivas                                              | 100m (m)               | series      | serie 1: 3e |
| Félix Escobar                                             | 200m (m)               | kwartfinale | serie 14: 2e in 23,0 kwartfinale 4: 6e |
| Federico Brewster                                         | 400m (m)               | kwartfinale | serie 13: 2e in 51,8 kwartfinale 3: 6e |
| Emilio Casanovas                                          | 400m (m)               | series      | serie 10: 4e |
| Francisco Dova                                            | 400m (m)               | series      | serie 11: 3e |
| Félix Escobar                                             | 400m (m)               | series      | serie 12: 3e in 51,0 |
| Enrique Thompson                                          | 400m horden (m)        | kwartfinale | serie 5: 3e in 57,0 |
| Otto Diesch Félix Escobar Guillermo Newberry Camilo Rivas | 4x100m (m)             | series      | serie 4: 3e in 44,0 |
| Luis Brunetto                                             | hink-stap-springen (m) | Zilver      | kwalificatie 1: 1e met 15,425m (OR) finale: 2e met 15,425 |
| Enrique Thompson                                          | tienkamp (m)           | 13e         | totaal: 6310,525 punten 100 m: 2e in 11,4 (809,6 punten) verspringen: 26e met 6,10m (632,5 punten) kogelstoten: 22e met 10,345m (500,5 punten) hoogspringen: 8e met 1,70m (678 punten) 400m: 3e in 52,0 (857,12 punten) 110m horden: 15e in 17,8 (734 punten) discuswerpen: 16e met 30,895m (456,03 punten) polsstokhoogspringen: 21e met 2,73m (341,2 punten) speerwerpen: 12e met 43,37m (515,175 punten) 1500m: 1e in 4.32,4 (786,4 punten) |

### Boksen
| Olympiër          | Discipline  | Resultaat | Prestatie |
| ----------------- | ----------- | --------- | --- |
| Vicente Catada    | -50.8kg (m) | 9e        | 1e ronde: vrij 2e ronde: V van USA Fee: punten |
| Benjamín Pertuzzo | -53.5kg (m) | 5e        | 1e ronde: W van ITA Ricciardi: punten 2e ronde: W van IRL Hilliard: punten kwartfinale: V van USA Tripoli: punten                                                                                      |
| Pedro Quartucci   | -57.2kg (m) | Brons     | 1e ronde: W van FRA Stuckmann: punten 2e ronde: W van GBR Beavis: punten kwartfinale: W van FRA Depont: punten halve finale: V van USA Fields: punten bronzen finale: W van BEL Devergnies: punten     |
| Alfredo Copello   | -61.2kg (m) | Zilver    | 1e ronde: W van GBR White: punten 2e ronde: W van ITA Marfut: punten kwartfinale: W van USA Rothwell: gediskwalificeerd halve finale: W van FRA Tholey: punten finale: V van DEN Jacob Nielsen: punten |
| Mario Reilly      | -61.2kg (m) | 17e       | 1ste ronde: V van ESP Valdero: punten |
| Héctor Méndez     | -66.7kg (m) | Zilver    | 1e ronde: W van EST Palm: opgave 2e ronde: W van DEN Petersen: punten kwartfinale: W van USA Mello: gediskwalificeerd halve finale: W van IRL Dwyer: knock-out finale: V van BEL Delarge: punten       |
| Alfredo Santoro   | -66.7kg (m) | 9e        | 1e ronde: vrij 2e ronde: V van SUI Stauffer: punten |
| Manuel Gallardo   | -72.6kg (m) | 9e        | 1e ronde: vrij 2e ronde: V van FRA Roger Brousse: punten |
| Arturo Rodríguez  | -79.4kg (m) | 17e       | 1e ronde: V van DEN Thyge Petersen: punten |
| Alfredo Porzio    | +79.4kg (m) | Brons     | 1e ronde: W van FRA Peguilhan: punten kwartfinale: W van USA Greathouse: punten halve finale: V van NOR von Porat: punten bronzen finale: W van NED de Best: punten                                    |

### Gewichtheffen
| Olympiër       | Discipline  | Resultaat | Prestatie |
| -------------- | ----------- | --------- | --------- |
| Alfredo Pianta | -75kg (m)   | 12e       | 402,5kg   |
| Ángel Rovere   | -75kg (m)   | 11e       | 405kg     |
| Carlos Bergara | -82,5kg (m) | 5e        | 482,5kg   |

### Polo
| Olympiër                                                             | Discipline | Resultaat | Prestatie |
| -------------------------------------------------------------------- | ---------- | --------- | --- |
| Arturo Kenny Juan Miles Guillermo Naylor Juan Nelson Enrique Padilla | mannen     | Goud      | groepsfase: W van Verenigde Staten: 6-5 W van Groot-Brittannië: 9-5 W van Spanje: 16-2 W van Frankrijk: 15-2 |

### Roeien
| Olympiër | Discipline | Resultaat | Prestatie                           |
| --- | ---------- | --------- | ----------------------------------- |
| Julio Alles Alberto Anderson Francisco Borgonovo Federico Lecto Miguel Madero David Nolting Carlos Serantes Armando Trebucco Tomás Cerruti | Acht (m)   | 5e        | halve finale 1: 3e herkansingen: 2e |

### Schermen
| Olympiër                                                       | Discipline      | Resultaat | Prestatie |
| -------------------------------------------------------------- | --------------- | --------- | --- |
| Francisco Bollini                                              | degen (m)       | 60e       | 1e ronde: 8e in poule G (2-7) |
| Luis Lucchetti                                                 | degen (m)       | 16e       | 1e ronde: 5e in poule E (4-4) kwartfinale: 1e in poule A (7-3) halve finale: 7e in poule A (5-6) |
| Pedro Nazar                                                    | degen (m)       | 36e       | 1e ronde: 1e in poule D (6-2) kwartfinale: 8e in poule B (2-7) |
| Wenceslao Paunero                                              | degen (m)       | 42e       | 1e ronde: 2e in poule F (4-4) kwartfinale: 10e in poule D (0-9) |
| Francisco Bollini Luis Lucchetti Pedro Nazar Wenceslao Paunero | degen team (m)  | 13e       | 1e ronde: 3e in poule B (0-2) |
| Horacio Casco                                                  | floret (m)      | 19e       | 1e ronde L: V van BEL Dufrance: 3-5 W van POR de Andrade: 5-3 W van GRE Foustanos: 5-0 2e ronde D: V van USA Calnan: 3-5 V van GBR Montgomerie: 4-5 W van FRA Ducret: 5-2 V van ESP Diez: 3-5 W van SUI Albaret: 5-1 |
| Carlos Guerrico                                                | floret (m)      | 44e       | 1e ronde K: V van BEL Van Damme: 3-5 V van NOR Falkenberg: 2-5 V van AUT Gottfried: 3-5 |
| Roberto Larraz                                                 | floret (m)      | 5e        | 1e ronde C: V van FRA Ducret: 4-5 V van BEL Crahay: 4-5 W van SUI Empeyta: 5-2 2e ronde A: W van FRA Coutrot: 5-1 W van BEL De Beukelaer: 5-4 W van NOR Falkenberg: 5-1 W van NED Kunze: 5-4 W van GBR Sherriff: 5-3 kwartfinale C: V van FRA Cattiau: 3-5 W van BEL De Beukelaer: 5-0 W van NOR Lorentzen: 5-3 W van URU Mendy: 5-4 W van DEN Berthelsen: 5-1 halve finale A: V van FRA Ducret: 4-5 V van DEN Osiier: 4-5 W van BEL Van Damme: 5-2 W van ESP Delgado: 5-2 W van AUT Ettinger: 5-2 finale: V van FRA Ducret: 3-5 V van FRA Cattiau: 3-5 V van BEL Van Damme: 1-5 V van FRA Coutrot: 4-5 W van DEN Osiier: 5-4 W van BEL De Beukelaer: 5-1 |
| Horacio Casco Carlos Guerrico Roberto Larraz Ángel Santamarina | floret team (m) | 5e        | 1e ronde C: W van Nederland: 12-4 kwartfinale C: V van België: 8-8 (56-61) W van Groot-Brittannië: 11-5 halve finale B: V van Frankrijk: 3-13 V van Hongarije: 8-8 (57-58) |
| Horacio Casco                                                  | sabel (m)       | 8e        | kwartfinale A: V van BEL Maes: 2-4 W van URU Rolando: 4-3 V van ITA Bini: 1-4 W van NED Ekkart: 4-1 W van USA Gignoux: 4-2 W van DEN Munck: 4-3 halve finale C: W van ITA Puliti: 4-2 V van HUN Posta: 3-4 V van ITA Sarrocchi: 1-4 V van URU Belo: 2-4 W van BEL Feyerick: 4-0 W van FRA Perrodon: 4-2 W van NED van Dulm: 4-1 W van GRE Kotzias: 4-0 finale: V van HUN Posta: 2-4 V van FRA Ducret: 1-4 V van HUN Garay: 2-4 V van HUN Schenker: 3-4 V van NED de Jong: 2-4 W van DEN Osiier: 4-3 V van FRA Conraux: 2-4 |
| Carmelo Merlo                                                  | sabel (m)       | 17e       | kwartfinale E: V van ITA Sarrochhi: 3-4 V van HUN von Tersztyánszky: 1-4 V van FRA Perrodon: 2-4 W van GBR Corble: 4-0 W van USA Lyon: 4-1 W van ESP Guillen: 4-1 W van GRE Georgiadis: 4-3 halve finale A: V van ITA Bini: 2-4 V van DEN Ossiier: 2-4 V van HUN Garay: 3-4 V van FRA Conraux: 2-4 V van HUN von Tersztyánszky: 2-4 W van BEL Maes: 4-1 W van URU Rolando: 4-2 W van URU Mendy: 2-4 |
| Arturo Ponce                                                   | sabel (m)       | 36e       | kwartfinale D: V van ITA Puliti: 1-4 V van BEL Feyerick: 3-4 V van GBR Seligman: 3-4 V van URU Mendy: 3-4 W van ESP Gonzalez: 4-1 |
| Raúl Sola                                                      | sabel (m)       | 15e       | kwartfinale B: V van URU Belo: 1-4 V van HUN Posta: 2-4 W van FRA Conraux: 4-3 W van GBR Kershaw: 4-2 V van BEL Acke: 3-4 W van DEN Berthelsen: 4-2 halve finale B: V van FRA Ducret: 1-4 V van ITA Bertinetti: 1-4 W van HUN Schenker: 4-1 V van NED de Jong: 0-4 W van BEL Omer Berck: 4-2 V van GBR Dalglish: 3-4 W van URU Mendy: 4-0 W van USA Castner: 4-2 |
| Horacio Casco Carmelo Merlo Arturo Ponce Raúl Sola             | sabel team (m)  | 6e        | 1e ronde E: W van België: 9-7 kwartfinale B: W van Nederland: 10-6 W van Spanje: 13-3 halve finale A: V van Italië: 2-14 V van Tsjechië: 8-8 (45-47) |

### Schietsport
| Olympiër          | Discipline              | Resultaat | Prestatie          |
| ----------------- | ----------------------- | --------- | ------------------ |
| Antonio Daneri    | 50m geweer liggend (m)  | 34e       | finale: 382 punten |
| Jorge del Mazo    | 50m geweer liggend (m)  | 34e       | finale: 382 punten |
| Juan Martino      | 50m geweer liggend (m)  | 12e       | finale: 389 punten |
| Abelardo Rico     | 50m geweer liggend (m)  | 12e       | finale: 389 punten |
| Lorenzo Amaya     | 25m snelvuurpistool (m) | 4e        | finale: 18 punten  |
| Carlos Balestrini | 25m snelvuurpistool (m) | 30e       | finale: 15 punten  |
| Víctor Bigand     | 25m snelvuurpistool (m) | 21e       | finale: 16 punten  |
| Matías Osinalde   | 25m snelvuurpistool (m) | 5e        | finale: 18 punten  |

### Tennis
| Olympiër                         | Discipline     | Resultaat | Prestatie |
| -------------------------------- | -------------- | --------- | --- |
| Héctor Cattaruzza                | mannen         | 33e       | 1e ronde: W van GRE Papadopoulos: 7-5, 6-1, 6-1 2e ronde: V van NED van Lennep: 3-6, 1-6, 1-6                          |
| Carlos Dumas                     | mannen         | 33e       | 1e ronde: vrij 2e ronde: V van SUI Aeschlimann: 5-7, 4-6, 0-6                                                          |
| Arturo Hortal                    | mannen         | 33e       | 1e ronde: W van POR de Castro: 6-1, 6-4, 6-2 2e ronde: V van USA Hunter: 3-6, 3-6, 1-6                                 |
| Guillermo Robson                 | mannen         | 17e       | 1e ronde: vrij 2e ronde: walk-over 3e ronde: V van ESP Alonso: 9-7, 4-6, 0-6, 4-6                                      |
| Héctor Cattaruzza Jorge Williams | dubbelspel (m) | 17e       | 1e ronde: vrij 2e ronde: V van SWE Wennergren/Müller: 2-6, 0-6, 3-6                                                    |
| Carlos Dumas Guillermo Robson    | dubbelspel (m) | 9e        | 1e ronde: vrij 2e ronde: W van FIN Grahn/Schybergson: 6-1, 6-3, 6-0 3e ronde: V van FRA Lacoste/Borotra: 4-6, 1-6, 3-6 |

### Zeilen
| Olympiër                                                                | Discipline     | Resultaat | Prestatie                        |
| ----------------------------------------------------------------------- | -------------- | --------- | -------------------------------- |
| Bernardo Milhas                                                         | monotype       | 9e        | race 1: 5e race 2: 3e            |
| Rolando Aguirre César Gérico Juan Milberg Bernardo Milhas Mario Uriburu | 8-meter klasse | 5e        | race 1: 4e race 2: 3e race 3: 4e |

Argentinië · Australië · België · Brazilië · Brits-Indië · Bulgarije · Canada · Chili · Cuba · Denemarken · Ecuador · Egypte · Estland · Filipijnen · Finland · Frankrijk · Griekenland · Groot-Brittannië · Haïti · Hongarije · Ierland · Italië · Japan · Joegoslavië · Letland · Litouwen · Luxemburg · Mexico · Monaco · Nederland · Nieuw-Zeeland · Noorwegen · Oostenrijk · Polen · Portugal · Roemenië · Spanje · Tsjecho-Slowakije · Turkije · Uruguay · Verenigde Staten · Zuid-Afrika · Zweden · Zwitserland